# جوزيف دالتون
جوزيف دالتون (بالإنجليزية: Joseph Dalton)‏ (1915 في المملكة المتحدة - ) هو لاعب كرة قدم بريطاني في مركز نصف الجناح. لعب مع برادفورد سيتي وشروزبري تاون.